# ФАБ-500

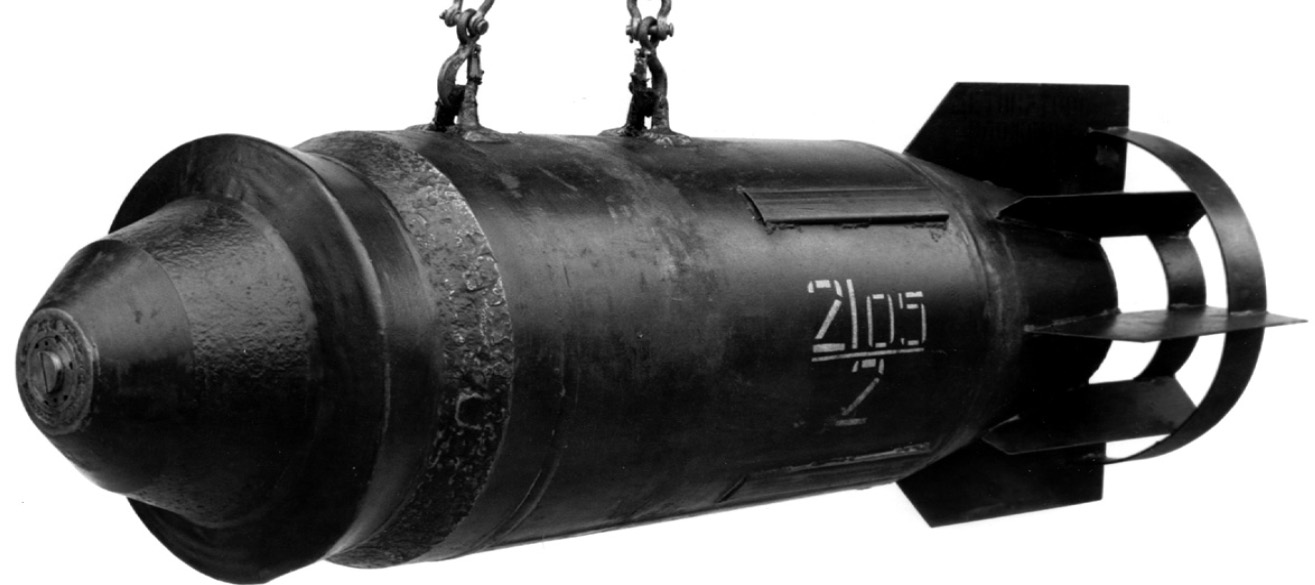
Бомба звичайного спорядження ФАБ-500 М-54 (версія з високим опором)

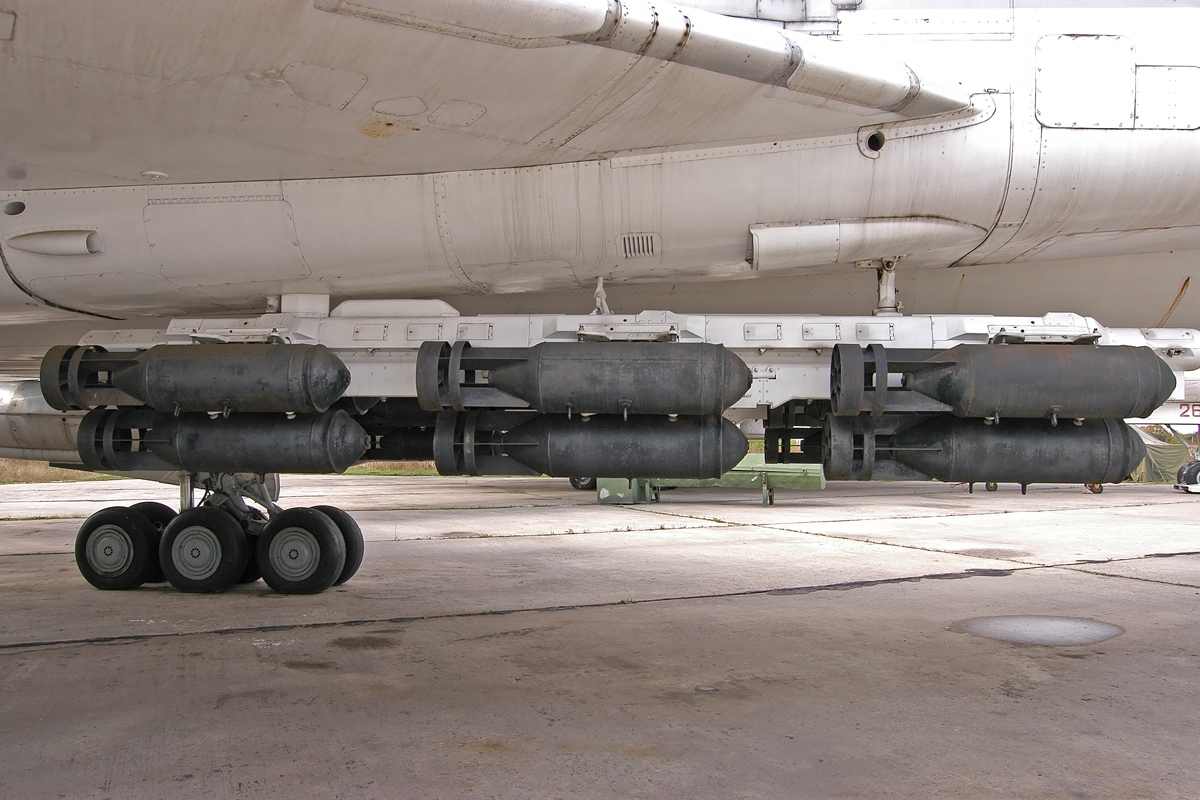
18 бомб звичайного спорядження ФАБ-500 М-54 на двох підкрильних пілонах і внутрішньому відсіку Ту-22М

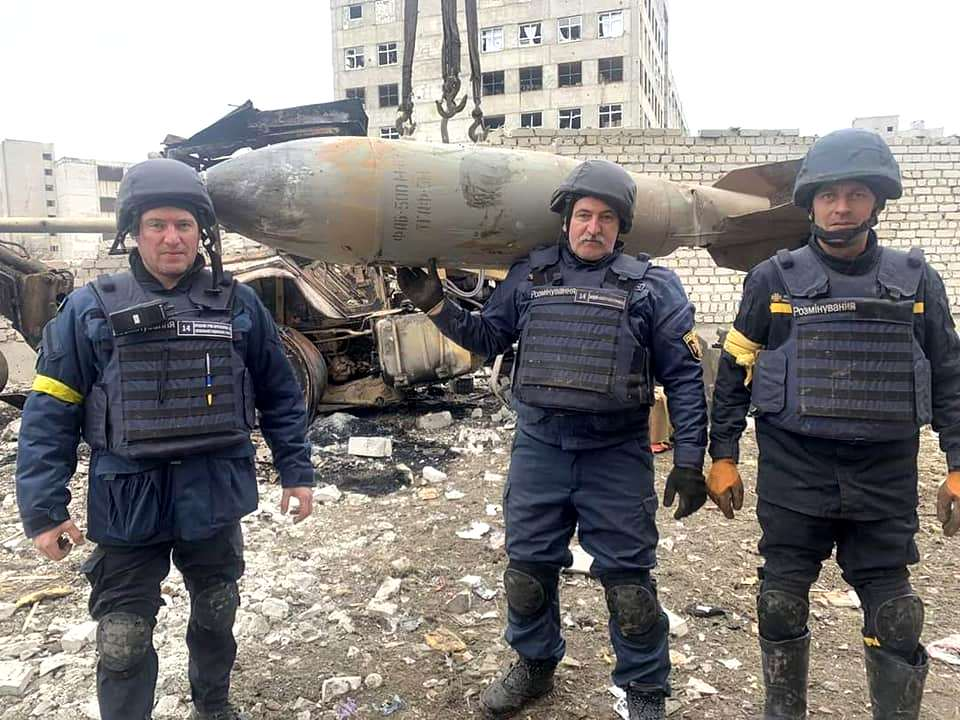
Бомба ФАБ-500, скинута Росією на Харків 2022 року

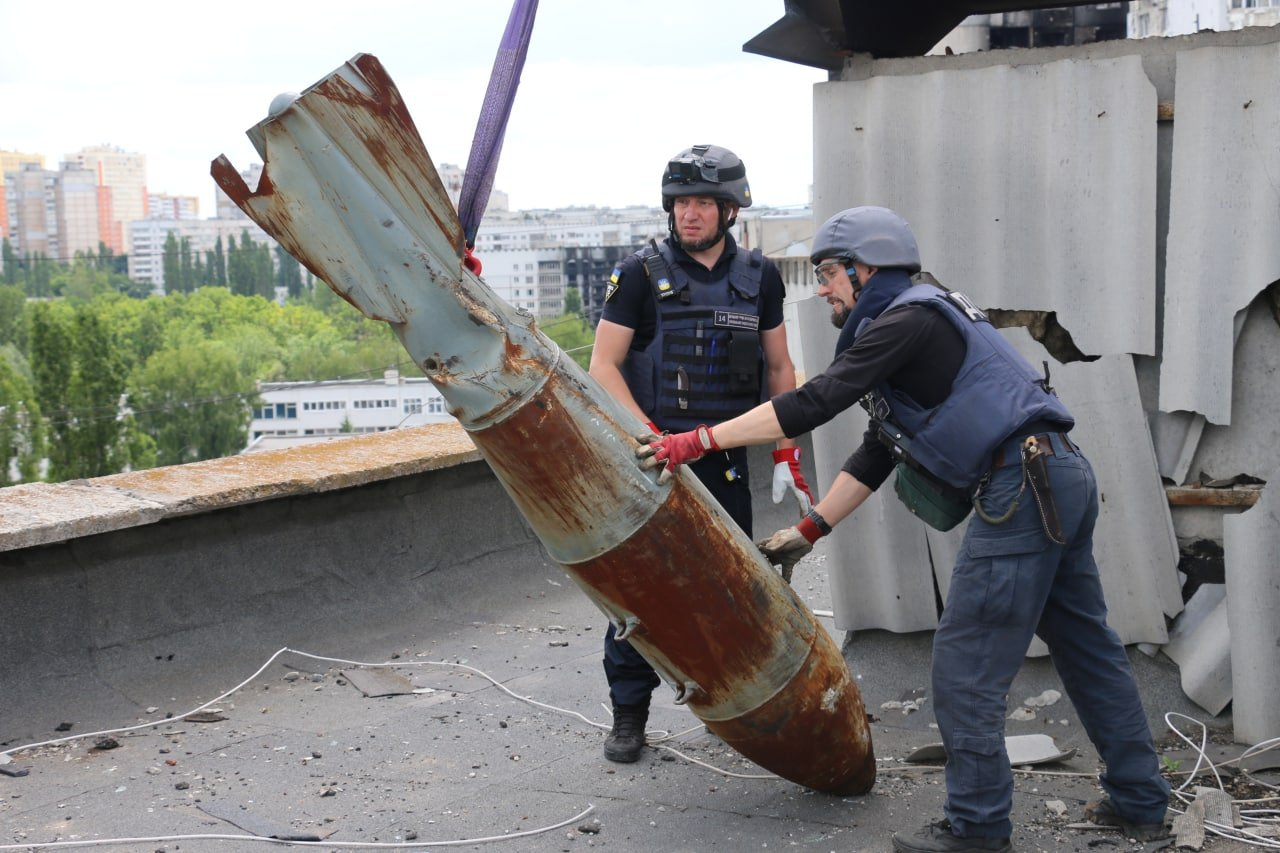
Вивезення бомби ФАБ-500, яка пробила дах 9-поверхівки в Харкові

ФАБ-500 — це розроблена в СРСР 500-кілограмова авіаційна бомба звичайного спорядження з фугасною боєголовкою, яку в основному використовують ВПС Росії, та повітряні сили колишніх радянських республік та країн-замовників. Оригінальна модель М-54 випущена в 1954 році, у формі, зручній для внутрішнього перевезення важкими бомбардувальниками; версія М-62 з низьким опором випущена у 1962 році і була призначена для зовнішніх точок підвісу винищувача-бомбардувальника. Бомба некерована, має один носовий запобіжник і сумісна з більшістю моделей радянських літаків.

## Тактико-технічні характеристики (ФАБ-500 М-62)
- Висота скиду: 570—12 000 метрів
- Швидкість скиду: 500—1900 км/год[5]

Корпус виготовляється з чавуну, заповнений 201 кг тротила. ФАБ-500 вражає ціль вибухом, осколками корпусу та ударною хвилею. Використовує контактний підривник миттєвої (для цілей, розташованих на поверхні землі) та уповільненої (для цілей під землею або всередині об'єкта, що уражуються вибухом зсередини) дії. При вибуху ФАБ-500 утворюється вирва діаметром ~ 8,5 м та 3 м глибиною.
Згідно з дослідженнями Інституту вивчення війни, бомби ФАБ-500 «містять вибухову масу 150 кілограмів, мають радіус ураження 250 метрів і можуть знищувати штаби, склади, а також бетонні та залізобетонні об'єкти.».

## Варіанти
- ФАБ-500 М-54 — модель 1954 року, оригінальна модель з високим опором, призначена для внутрішнього транспортування на важких бомбардувальниках, з балістичним кільцем на носовій частині бомби, що діє як генератор вихорів для стабілізаторів бомб. Бомба містить 201 кг тротилу[7].
- ФАБ-500 М-62 — модель 1962 року, модель з низьким опором, призначена для зовнішнього перевезення на вузлах кріплення на винищувачах-бомбардувальниках.
  - ФАБ-500 М-62 з модулем планування та корекції (УМПК) — на ФАБ-500 М-62 встановлено УМПК, що збільшило дальність застосування до 70 км, практичне застосування з 2023 року[8].

- КАБ-500 — сімейство радянських і російських корегованих авіаційних бомб на 500 кг.

## Бойове застосування
ФАБ-500 в основному використовувалася під час війни в Афганістані радянськими та союзними афганськими військами упродовж 1980-х років.
Різні модифікації ФАБ-500 використовувалися під час громадянської війни в Сирії як російськими, так і сирійськими військовими.

### Російсько-українська війна
Під час вторгнення в Україну 2022 року війська Росії використовували ФАБ-500 для бомбардування Харкова, Чернігова, Ізюма та Сум.
Так, наприклад, в березні 2022 року російський літак скинув бомбу ФАБ-500 на 9-поверховий житловий будинок на Північній Салтівці у Харкові. Бомба застрягла у технічному поверсі, але не вибухнула. Українським піротехнікам тоді вдалось викрутити підривач, але остаточно забрати її вдалось лише наприкінці червня 2022 року із застосуванням важкої техніки.
Кількадесят ФАБ-500 та кілька одиниць ФАБ-3000 російські військові скинули з бомбардувальників Ту-22М3 на українських захисників, що тримали оборону в Азовсталі в квітні 2022 року.
З початку 2023 року росія стала інтенсивно застосовувати бомби ФАБ-500М62 з модулем планування та корекції (УМПК), який перетворює бомби вільного падіння на високоточний боєприпас з максимальною дальністю застосування до 70 км. Навесні того року темп застосування зріс до 20 скидань на добу.